# EN 71
Die europäische Norm EN 71 spezifiziert Sicherheitsbestimmungen für Spielwaren. Rechtlich vorgeschrieben ist, dass alle in der Europäischen Union verkauften Spielwaren und weitere bestimmte Produkte, die in direkten Kontakt mit Kindern kommen, diese Norm erfüllen müssen. Die EN 71 Norm basiert auf der Richtlinie 2009/48/EG vom 30. Juni 2009. Diese Norm wurde auch als DIN-Norm DIN EN 71 veröffentlicht.
Die Normen sind größtenteils dem Anhang I der Richtlinie 2009/48/EG angepasst.

## Gliederung
Die Norm besteht aus 14 Teilen:
- Teil 1 Mechanische und physikalische Eigenschaften
- Teil 2 Entflammbarkeit
- Teil 3 Migration bestimmter Elemente (z. B. Weichmacher und Schwermetalle)
- Teil 4 Experimentierkästen für chemische und ähnliche Versuche
- Teil 5 Chemisches Spielzeug (Sets) ausgenommen Experimentierkästen
- Teil 7 Fingermalfarben; Anforderungen und Prüfverfahren
- Teil 8 Schaukeln, Rutschen und ähnliches Aktivitätsspielzeug für den häuslichen Gebrauch (Innen- und Außenbereich)
- Teil 9 Organisch-chemische Verbindungen – Anforderungen  (zurückgezogen)[3]
- Teil 10 Organisch-chemische Verbindungen – Probenvorbereitung und Extraktion
- Teil 11 Organisch-chemische Verbindungen – Analysenverfahren
- Teil 12: N-Nitrosamine und N-nitrosierbare Stoffe; Deutsche Fassung EN 71-12:2016
- Teil 13: Brettspiele für den Geruchssinn, Kosmetikkoffer und Spiele für den Geschmacksinn; Deutsche und Englische Fassung prEN 71-13:2019
- Teil 14: Trampoline für den häuslichen Gebrauch; Deutsche Fassung EN 71-14:2018